# Yponomeuta mahalebella
Yponomeuta mahalebella is een vlinder uit de familie van de stippelmotten (Yponomeutidae). De wetenschappelijke naam van de soort werd in 1845 gepubliceerd door Achille Guénée.